# West Bijlmerpolder
De West-Bijlmerpolder of 'Laanderpolder' was een polder in de gemeente Weesperkarspel, in het noordoosten grenzend aan de Bijlmermeerpolder, in het oosten aan de Oost Bijlmerpolder, in het zuiden aan de Broekzijderpolder en de Holendrechtpolder, in het westen aan de Groot-Duivendrechtsepolder en in het zuidwesten aan de Klein Duivendrechtsepolder. In tegenstelling tot het Bijlmermeer is de polder net als de Oost Bijlmerpolder met 1,85 meter niet diep. Van 1967 tot 1979 werd de polder beheerd door het Waterschap Bijlmer.
Tot in de jaren zestig van de 20e eeuw was het een landelijk gebied. In 1966 werd het tot dan toe tot de gemeente Weesperkarspel behorende gebied onderdeel van de gemeente Amsterdam. De polder werd opgespoten met zand afkomstig uit de te graven Gaasperplas waarna rond 1980 de wijk Bullewijk ten westen van de spoorlijn Amsterdam – Utrecht werd gebouwd.
De polder is net als de Oost Bijlmerpolder vernoemd naar het Bijlmermeer.